# Galdakao
Galdakao – gmina w Hiszpanii, w prowincji Biskaja, w Kraju Basków, o powierzchni 31,66 km². W 2011 roku gmina liczyła 29 130 mieszkańców.